# Francesca Iarboussova
Franceska Iarboussova (en russe : Франче́ска Альфре́довна Я́рбусова) est une cinéaste d'animation soviétique puis russe, née le 13 octobre 1942 à Alma-Ata, dans la République socialiste soviétique kazakhe (alors en Union soviétique).

## Biographie
C'est la fille d'Alfred Iarbous, un psychologue célèbre.
Elle épouse Iouri Norstein, avec lequel elle a étudié à l'école d'art de Moscou. Elle devient sa plus fidèle collaboratrice. Ensemble, ils réalisent notamment les célèbres Hérisson dans le brouillard (1975) et Le Conte des contes (1979),.

## Filmographie

### Direction artistique
- 1973 : La Renarde et le lièvre (Лиса и заяц, Lissa i zayats)
- 1974 : Le Héron et la cigogne (Цапля и журавль, Tsaplia i jouravl’)
- 1975 : Le Hérisson dans le brouillard ou Le Petit Hérisson dans la brume (Ёжик в тумане, Iojik v toumanie)
- 1979 : Le Conte des contes (Сказка сказок, Skazka skazok)
- 2003 : Participation à Jours d'hiver (冬の日, Fuyu no hi)

Projet
- Le Manteau (Шине́ль, Chiniel’) (depuis 1981, en cours de réalisation)

### Artiste
- 1971 : La Bataille de Kerjenets (Сеча при Керженце, Sietcha pri Kerjentse), avec Ivan Ivanov-Vano

## Édition en vidéo
En France, les courts métrages de Iouri Norstein ont été édités en DVD par le studio Ide en 2004, sous le titre Les Maîtres de l'animation russe : Youri Norstein.